# Okres Szentlőrinc
Okres Szentlőrinc (maďarsky Szentlőrinci járás) je okres v jižním Maďarsku v župě Baranya. Jeho správním centrem je město Szentlőrinc.

## Sídla
V okrese se nachází celkem 21 měst a obcí.
Města
- Szentlőrinc

Obce
| - Bicsérd - Boda - Bükkösd - Cserdi - Csonkamindszent - Dinnyeberki - Gerde - Gyöngyfa - Helesfa - Hetvehely | - Kacsóta - Királyegyháza - Okorvölgy - Pécsbagota - Sumony - Szabadszentkirály - Szentdénes - Szentkatalin - Velény - Zók |